# Otto Eberl
Otto Eberl (* 23. Juli 1901 in München; † 10. November 1980 in Montevideo) war ein deutscher Diplomat in der Zeit des Nationalsozialismus und in der Bundesrepublik Deutschland.

## Leben
Der Sohn des Fabrikanten Karl Eberl und der Marie, geb. Zeiler, besuchte das Realgymnasium in München und studierte von 1919 bis 1923 Rechtswissenschaften und Volkswirtschaft in München und Jena, wo er 1923 promovierte.
Nach Tätigkeiten bei der bayerischen Landesbauernkammer und bei der Privatbank Aufhäuser wurde Eberl 1925 in den Auswärtigen Dienst aufgenommen und hatte seinen ersten Auslandseinsatz in Kalkutta. Er war seit 1931 mit Margaret Devereux verheiratet und hatte mit ihr drei Kinder. 1934 wurde er in Rio de Janeiro eingesetzt, ab 1937 in Chile. In der Zeit der Sudetenkrise war er im Oktober 1938 in der Prager Gesandtschaft. Eberl beantragte am 1. März 1938 die Aufnahme in die NSDAP und wurde zum 1. Dezember desselben Jahres aufgenommen (Mitgliedsnummer 6.997.154). Ab Ende 1938 war er Gesandtschaftsrat im frankistischen Spanien und dort für die deutsch-spanischen Handelsbeziehungen während des Zweiten Weltkriegs zuständig. Wegen der US-amerikanischen Staatsangehörigkeit seiner Ehefrau wurde er im September 1944 in den einstweiligen Ruhestand versetzt. Von Mai 1945 bis August 1946 war er in US-amerikanischer und britischer Internierung und hielt sich danach in verschiedenen Beschäftigungen in den USA auf.
1953 wurde er in den Auswärtigen Dienst der Bundesrepublik reaktiviert und war bis 1955 in der Botschaft in Brasilien tätig. Nach vier Jahren als Referatsleiter im Ministerium wurde Eberl im September 1960 Botschafter in Uruguay. Eberl blieb nach seiner Pensionierung 1965 in Südamerika.

## Schriften
- Der Begriff des Arbeitsvertrages und seiner Erscheinungsformen Dienstvertrag und Werkvertrag, m. e. Ausblick auf d. Begriff des neu zu schaffenden Arbeitsvertrages , Jena, Jur. Diss., 1923